# Rochus Gliese
Pour les articles homonymes, voir Gliese.
Rochus Gliese est un acteur, producteur, chef décorateur et réalisateur allemand, né le 6 janvier 1891 à Berlin (Empire allemand), mort le 22 décembre 1978 à Berlin (Allemagne de l'Ouest). Il a principalement été actif pendant l'ère du cinéma muet.

## Biographie
Rochus Gliese commença à travailler pour le cinéma aux côtés de Paul Wegener sur les premières versions du Golem.
Il collabora avec Murnau pour Les Finances du grand-duc et surtout pour L'Aurore. En 1929, il fut nommé pour ce film dans la catégorie de l'Oscar de la meilleure direction artistique lors de la 1re cérémonie des Oscars.
Sous le Troisième Reich, il travailla comme réalisateur et chef décorateur pour la UFA, ainsi que pour plusieurs théâtres allemands à Essen et à Berlin.
Après la Guerre, il travailla comme chef décorateur pour la DEFA.

## Filmographie partielle
- 1917 : Der Golem und die Tänzerin (de) (réalisateur avec Paul Wegener)
- 1919 : Malaria (film, 1919) (it) (réalisateur)
- 1920 : Le Cabinet du docteur Caligari de Robert Wiene (assistant-réalisateur)
- 1927 : L'Aurore de Friedrich Wilhelm Murnau (décorateur)
- 1930 : Les Hommes le dimanche de Robert Siodmak (réalisateur, non crédité)
- 1930 : Die Jagd nach dem Glück